# Dorothy Draper

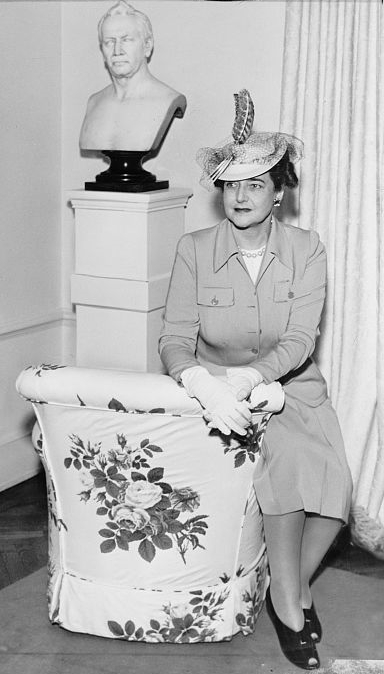
Dorothy Draper, 1942

Dorothy Draper (* 22. November 1889 in Tuxedo Park, New York; † 11. März 1969 in Cleveland, Ohio) war eine US-amerikanische Innenarchitektin und Wegbereiterin der modernen Innenarchitektur.

## Leben
Dorothy Draper entstammte einer wohlhabenden Familie in Tuxedo Park, New York. Sie erhielt Privatunterricht und besuchte kurz die Brearley School in New York City. 1912 heiratete sie George „Dan“ Draper. Das Paar bekam drei Kinder – Diana, George und Penelope – und ließ sich 1930 scheiden. Durch den An- und Verkauf eigener Häuser entwickelte sie ein Talent fürs Dekorieren. Im Jahr 1925 gründete sie das „Architectural Clearing House“, das 1929 in „Dorothy Draper and Company“ umbenannt wurde. Ihren Durchbruch hatte sie mit der Neugestaltung der Lobbys im Carlyle Hotel und auf Sutton Place in New York. In den 1930er- und 1940er-Jahren folgten zahlreiche prestigeträchtige Aufträge für Hotels, Residenzen wie das Hampshire House, öffentliche Räume sowie Automobil- und Flugzeuginterior, unter anderem für Packard, Convair und TWA. Sie schrieb die Kolumne „Ask Dorothy Draper“, die in bis zu 70 Zeitungen erschien. 1960 zog sie sich zurück und lebte bis zu ihrem Tod im Jahr 1969 in Ohio, wo sie in späteren Jahren an Alzheimer litt.

## Werk
Dorothy Draper begründete den Stil „Modern Baroque“ (auch „Hollywood Regency“ oder „American Baroque“). Dieser ist gekennzeichnet durch kräftige, kontrastreiche Farbpaletten (Schwarz-Weiß, Acid-Grün, Kirschenrot), opulente Muster – insbesondere ihr ikonischer „Cabbage-Rose“-Chintz –, großformatige Dekorelemente, üppige Stuckornamente und charakteristische Schwarz-Weiß-Schachbrettböden. Sie setzte auf „dramatische“ Räume mit überdimensionalen Details, Glasdecken und spiegelnden Oberflächen sowie auffälligen Stoffen. Darüber hinaus integrierte sie Menüdesign, Personaluniformen, Verpackungen etc. zu einem ganzheitlichen Gestaltungserlebnis – eine Inszenierung bis zur letzten Naht. Ihre umfangreiche Neugestaltung des Greenbrier Hotels im Jahr 1948 gilt als Höhepunkt ihrer Karriere.